# Чавин-де-Уантар
Чавин-де-Уантар (исп. Chavín de Huántar) — комплекс археологических памятников, расположенный на высоте 3200 м над уровнем моря в 250 км к северу от столицы Перу города Лимы. Считается центром древней индейской одноимённой культуры.

## История

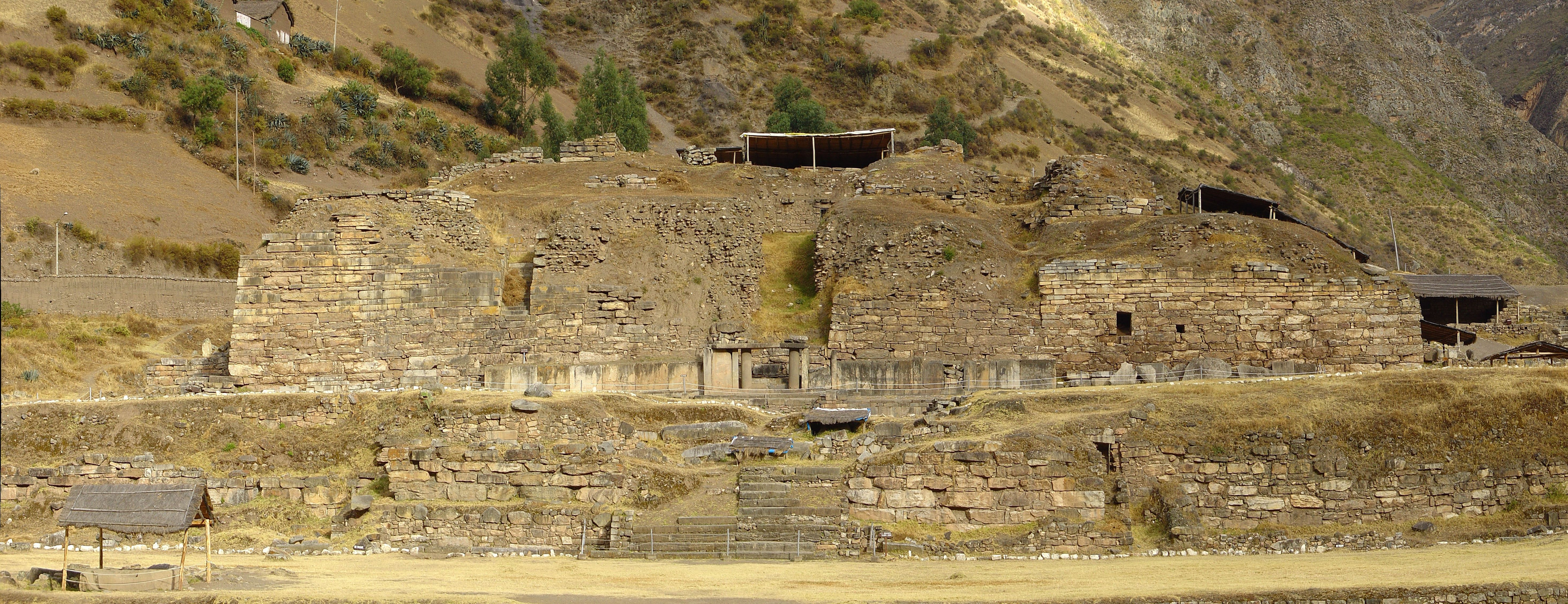
Храм в Чавин-де-Уантар

Чавинская культура контролировала торговые пути на запад до Тихого океана через перевалы Анд и на восток до Амазонии. Около 900 г. до н. э. чавинский культ ягуара и его производные утвердились на более широкой территории современного Перу. 
Чавин-де-Уантар был сооружён во времена Чавинской культуры, существовавшей в регионе до возникновения царства Моче, примерно в 900 г. до н. э. Двумя основными сооружениями являются старый храм и новый храм. Старый храм сооружён в виде буквы U, внутри которой находится центральный двор. Внутри двора находятся каменные обелиски и монументы, украшенные рельефами с изображениями ягуаров, кайманов, соколов и различных человекоподобных фигур. Внутри храма находится лабиринт из коридоров, комнат и водопроводных приспособлений.
Новый храм, сооружённый в период 500—200 гг. до н. э., является более крупным, внутри него найдено большое количество скульптур. Лестница ведёт на узкий двор. Скрытые проходы и платформы позволяли жрецам возникать как бы из ниоткуда.
Чавин оказал влияние на две соседних культуры: Паракас в Ике и Пукара на Альтиплано.
Стал темой научно-популярного фильма «Загадки истории. Подлинный храм Судьбы» (англ. Mysteries of History. Original Temple of Doom), снятого в 2010 году.